# Bertha Beach
Der Bertha Beach ist ein Strand aus Vulkansand und Kies auf der Westseite der Insel Heard im südlichen Indischen Ozean. Er liegt zwischen dem Erratic Point und dem westlichen Ausläufer des Vahselgletschers am Ufer der South West Bay.
Namensgeber ist der US-amerikanische Robbenfänger Bertha aus New Bedford, Massachusetts, der 1907 in den Gewässern um Heard operierte.